# Psychotria macrocalyx
Psychotria macrocalyx là một loài thực vật có hoa trong họ Thiến thảo. Loài này được A.Gray miêu tả khoa học đầu tiên năm 1860.